# Dorodango

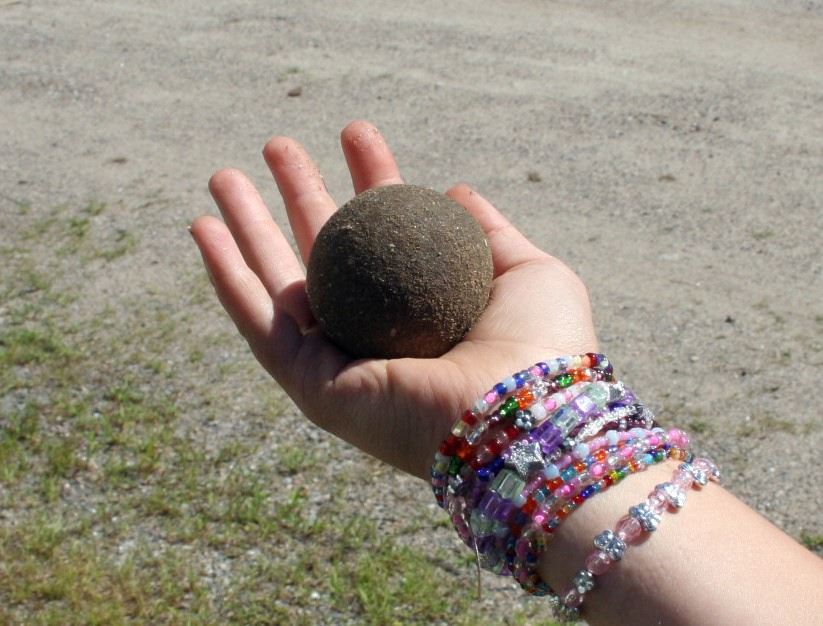
Um dorodango em uma fase "inicial". Neste caso, a falta de brilho é devido a ele ainda não ter sido polido com partículas finas.

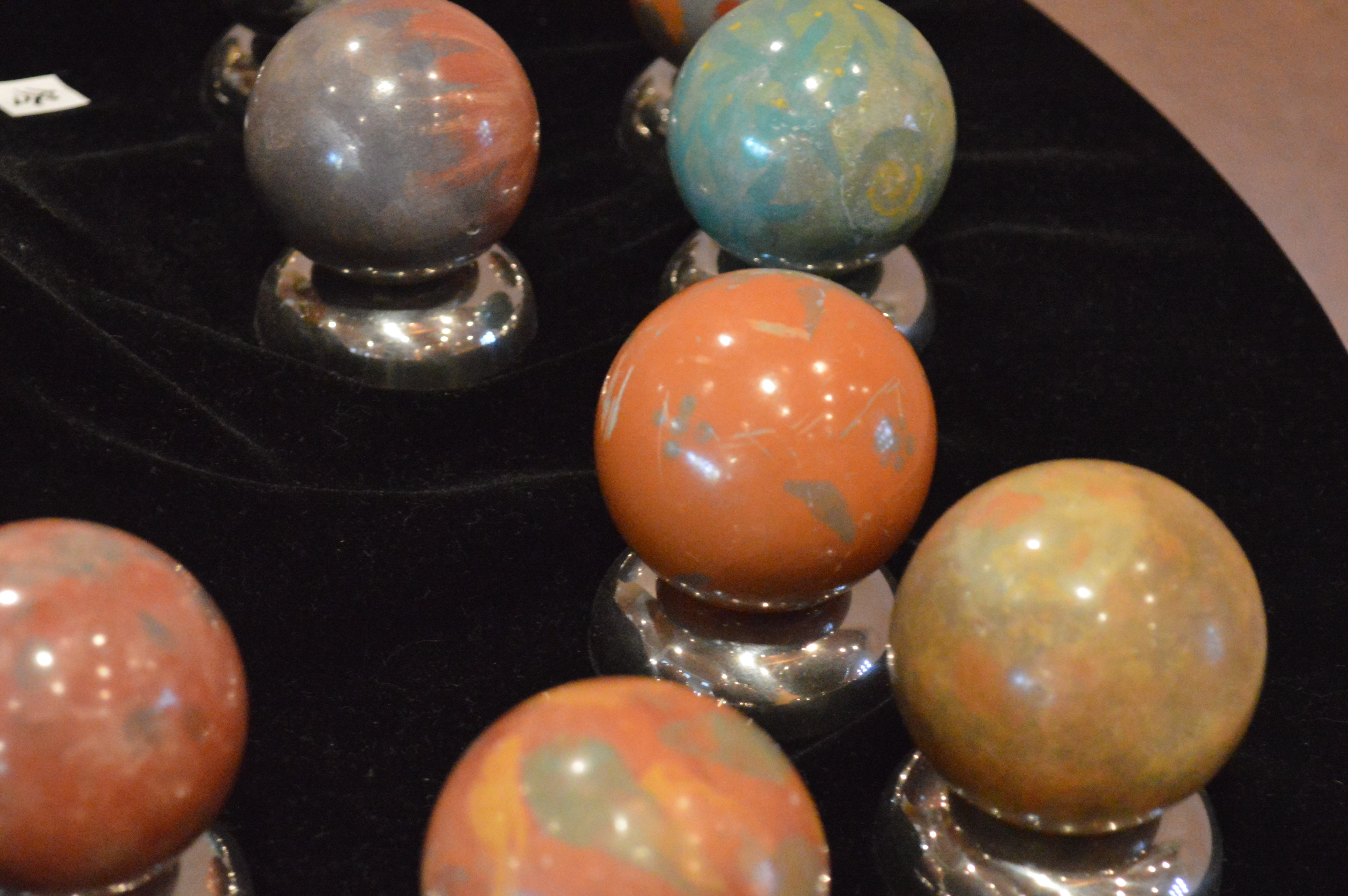
Colored Dorodangos

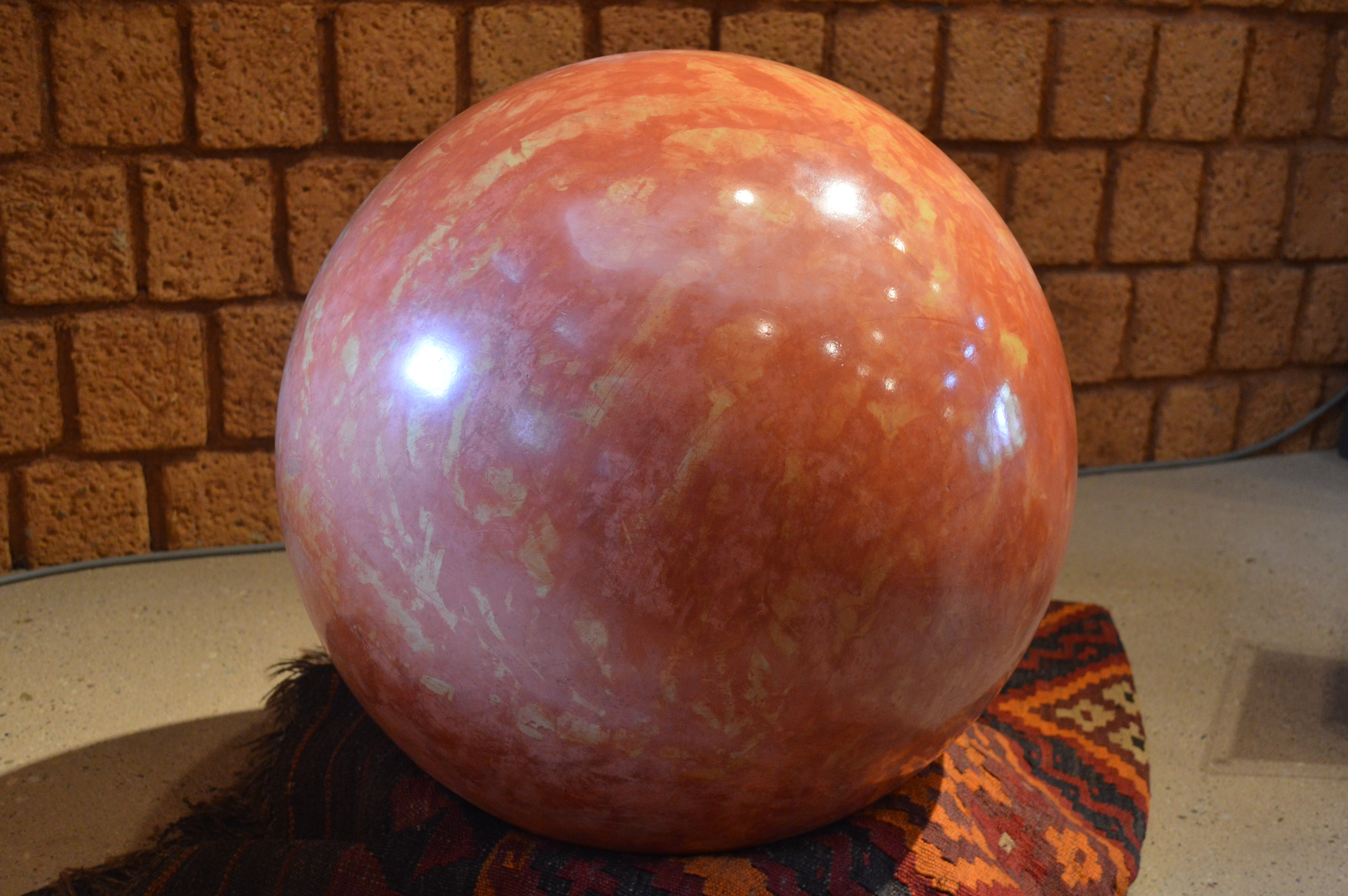
World's largest Dorodango (54 cm in diameter)

Dorodango é uma forma de arte japonesa em que a terra e a água são moldadas para criar uma esfera brilhante delicada, semelhante a uma esfera de mármore ou de bilhar.

## Etimologia
A frase 泥だんご, le-se dorodango é derivado do
- 泥 (どろ doro) literalmente "lama" no japonês
- だんご (dango) é um tipo de bolinho de massa redondo, criado da farinha de arroz pressionada.

## Técnica
Fazer o dorodango básico é um passatempo tradicional para alunos, um tanto como o conkers inglês.
Mais recentemente, o processo tem sido aperfeiçoado na arte da Hikaru ("brilhante") dorodango (光る 泥 だ ん ご), que tem uma superfície brilhante ou estampados. O núcleo da bola é feito de barro básico, e ainda polvilhado com solo mais refinado antes de a água ser retirada através de vários métodos, como selar a bola dentro de um saco de plástico e deixar a água evaporar e depois condensar. Assim que a bola for totalmente temperada e endurecida, está pronta para ser polida.

## Caçadores de Mitos
No episódio "End with a Bang" (Episódio 112) da série "Caçadores de Mitos" do Canal Discovery, que foi ao ar pela primeira vez em 12 de Novembro de 2008, foi investigada a verdade por detrás de alguns ditados populares. Os apresentadores Adam Savage e Jamie Hyneman usaram a técnica para desfazer o mito de que não se pode polir excrementos. Usando um medidor de brilho, onde foi considerado que uma nota além de 70 já é considerada de alto brilho, eles criaram esferas de dorodango com níveis de 106 e 183 unidades de brilho. A esfera de Adam, que marcou 106, fora feita com fezes de avestruz, enquanto a vancedora de Jamie, que marcou 183, foi feita com dejetos de leão.